# 新宿劇場
新宿劇場（しんじゅくげきじょう）は、かつて東京・新宿にあった映画館である。1929年（昭和4年）にマキノキネマ直営（経営マキノキネマ関東配給所）の映画館として、新宿駅東口に新築・開業した（第一次）。
第二次世界大戦後、1953年（昭和28年）に新宿・歌舞伎町に新築・開業した同名の映画館（第二次）についても本項で詳述する。

## 沿革
- 1929年 - 新宿駅東口に新築・開業（第一次）[1][2][4]
- 1944年 - 強制疎開により閉館・取り壊し[9]
- 1953年 - 新宿・歌舞伎町に新築・開業（第二次）[5][6][7]
- 1970年 - 閉館
- 1971年 - 第二次跡地に新宿ジョイパックビル（現在のヒューマックスパビリオン新宿歌舞伎町）開業[5]
- 1999年 - 第一次跡地に新宿野和ビル開業[10]

## データ

### 第一次
- 所在地 : 東京府豊多摩郡淀橋町大字角筈1番地[1]
  - のちの東京府東京市淀橋区角筈町1丁目1番地[3]
  - 現在の東京都新宿区新宿3丁目37番12号あたり （現在の新宿NOWAビルあたり）

北緯35度41分24.93秒 東経139度42分4.47秒 / 北緯35.6902583度 東経139.7012417度
- 観客定員数 : 
  - 458名（1930年[1]）
  - 438名（1942年[3]）

### 第二次
- 所在地 : 東京都新宿区歌舞伎町879番地[7]
  - 現在の東京都新宿区歌舞伎町1丁目20番1号 ヒューマックスパビリオン新宿歌舞伎町[5][11]

北緯35度41分44.71秒 東経139度42分5.22秒 / 北緯35.6957528度 東経139.7014500度
- 観客定員数 : 
  - 1,491名（1953年[6]）
  - 1,379名（1954年[7]）

## 概要

### 第一次

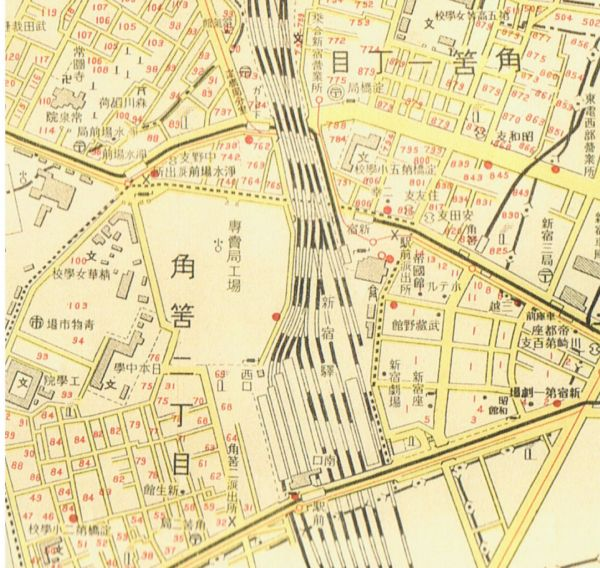
新宿駅を中心とした1937年（昭和12年）の地図。駅の東側（右側）の角筈町1丁目（現在の新宿3丁目）に、同館のほか武蔵野館、新宿座、新宿帝国館等が密集している。

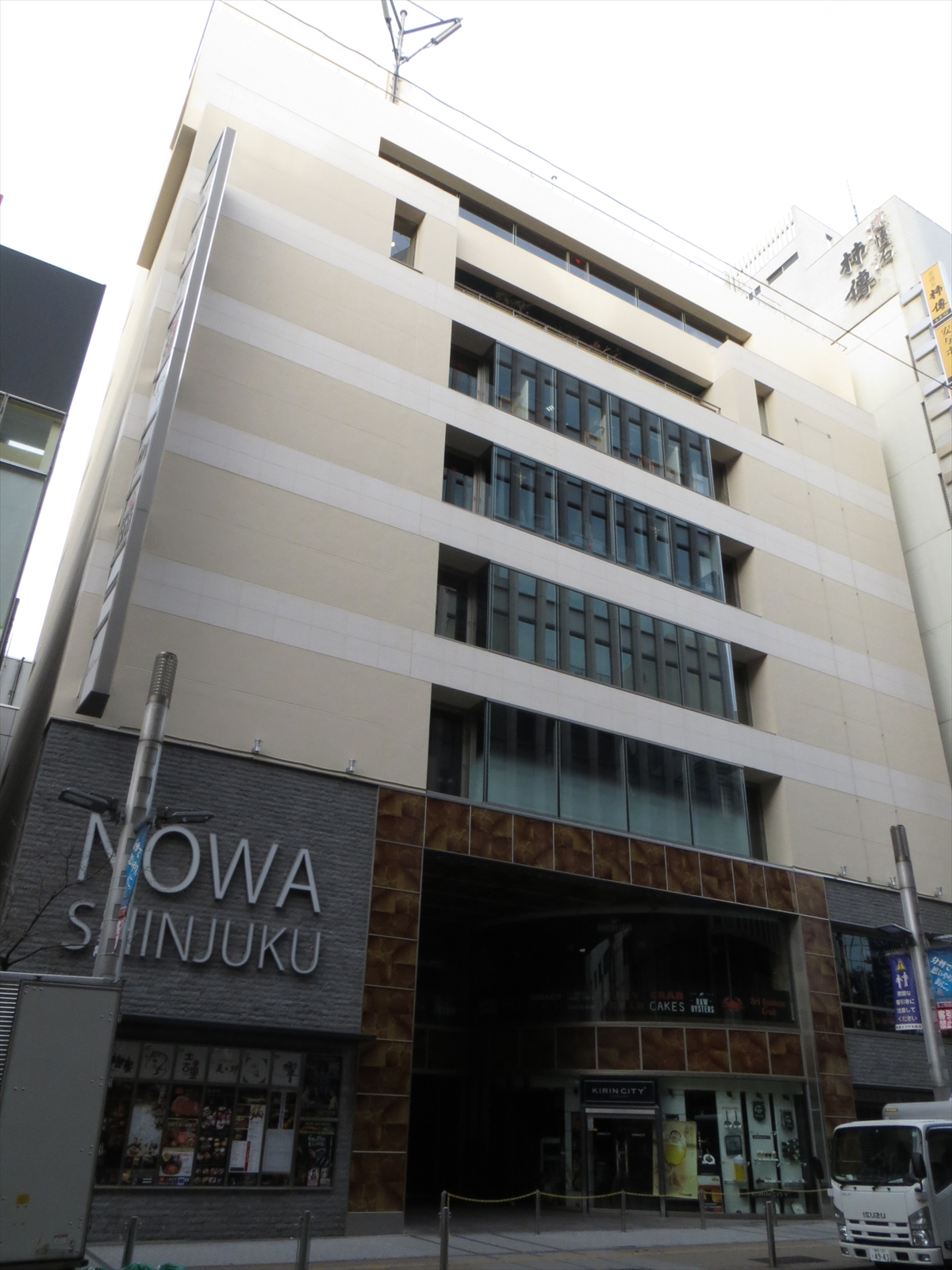
第一次新宿劇場跡地に建てられた新宿野和ビル。同ビルの地下1階にミニシアター「シネマカリテ」がある。

1929年（昭和4年）7月25日の牧野省三の没後の同年12月末、マキノ・プロダクション直営の東京の映画館として、東京府豊多摩郡淀橋町角筈1番地（現在の東京都新宿区新宿3丁目37番地12号あたり）に新たに建設され、開館した。開館番組は、同社御室撮影所が製作した『続影法師 狂燥篇』（監督二川文太郎）、『四谷六法 白柄組』（監督中島宝三）で、同年12月31日に同館を全国公開の一番手として公開した。同2作は同社の正月番組であり、翌1930年（昭和5年）以降、同館は、同社のフラッグシップ館となり、ほとんどの作品を全国公開の一番手として公開した。『日本映画事業総覧 昭和五年版』によれば、同年当時の同館は、当時の観客定員数は458名、興行系統はマキノ、経営は「マキノ關東社」（マキノキネマ関東配給所、代表阪間好之助）、支配人は高橋秀忠であった。
開館当初の新宿駅近辺は、同じ角筈地区に洋画の独立系ロードショー館として知られる武蔵野館（現在の新宿武蔵野館）、東亜キネマ・帝国キネマ系統の独立館の新生館、西口の柏木地区に当時日活系統の独立館だった成子不二館（のちの成子映画劇場）、と同館を含めて4館しか存在していなかった。同館が新築・落成する1年前の1928年（昭和3年）12月、武蔵野館が新宿通り沿いから現在の場所に移転、新築・落成しており、新宿劇場はこれに対して対抗的な立地を選んだ。『日本映画事業総覧 昭和五年版』によれば、同年6月現在、東京市内には、浅草公園六区の千代田館（阪間商事経営）、鳥越の鳥越キネマ（島崎大作個人経営）、日本橋の魚河岸キネマ（阪間商事経営）、銀座のシネマ銀座およびグランドキネマ（いずれも大蔵興行部経営）、月島の築島館（鈴木幸八個人経営）、千駄木の芙蓉館（阪間商事経営）、小石川の傳通館（加藤作治個人経営）、荒木町の四谷日活館（日活経営）、麻布の六本木松竹館（大蔵興行部経営）、芝の愛宕キネマ（高橋美家太郎個人経営）と芝浦キネマ（阪間商事経営）、本所の業平座（阪間商事経営）等があった。同年7月には、浅草公園六区の遊楽館がマキノ系統の封切館に加わっている。
しかしながら、省三の没後の新体制下のマキノ・プロダクションは財政が悪化し、1931年（昭和6年）4月以降、製作が停止する。同年4月24日に同館が全国公開の一番手として公開した『京小唄柳さくら』（監督金森萬象）が、同社の最後の製作物となった。
マキノ・プロダクション解散後の同館の経営主体については不明であるが、同年6月26日には帝国キネマ演芸が製作・配給した『愛すべく』（監督鈴木重吉）、同年翌月の7月14日には、不二映画社が製作・配給した『緑の騎手』（監督中村能二）がそれぞれ全国公開の一番手として公開・上映された記録が残っている。
その後、第二次世界大戦が開始され、1942年（昭和17年）には戦時統制が敷かれ、日本におけるすべての映画が同年2月1日に設立された社団法人映画配給社の配給により、すべての映画館が紅系・白系の2系統に組み入れられるが、『映画年鑑 昭和十七年版』によれば、同年当時の同館は、当時の観客定員数は438名、経営は鈴木幸八の個人経営、支配人は藤田一郎、白系の配給系統に入った。鈴木幸八は、大都映画設立時の専務取締役であり、同年当時は、月島の築島館・築島映画劇場、木場に木場東宝映画劇場（かつての木場電気館）を同館のほかに経営していた個人館主である。『映画年鑑 昭和十八年版』によれば、1943年（昭和18年）には、同館の経営が鈴木から田村益喜に変更になっている。戦局が深まった1944年（昭和19年）4月、第二次強制疎開により閉館になり、取り壊された。
1999年（平成11年）、跡地に新宿野和ビルが開業し、現在に至る。同地は新宿武蔵野館を経営する武蔵野興業が所有し、同ビルに賃貸している。

### 第二次

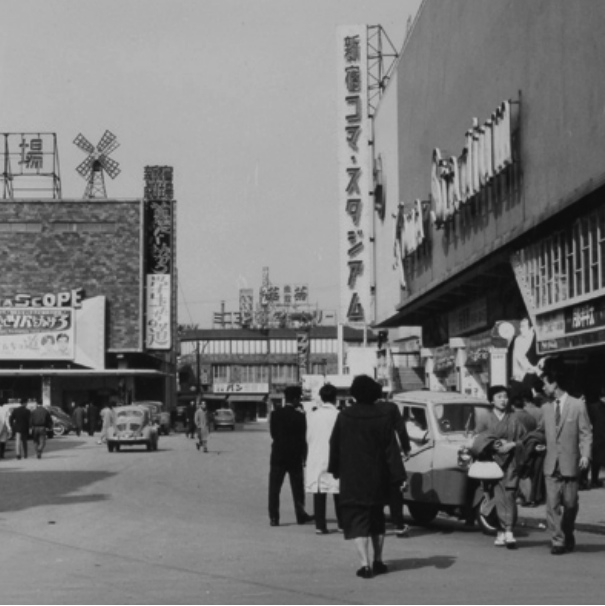
1960年（昭和35年）2月、歌舞伎町の写真。左が新宿劇場（第二次）、右が新宿コマ劇場である。

第二次世界大戦後、かつて東京府立第五高等女学校（移転して現在の東京都立富士高等学校）のあった地区（歌舞伎町）を開発することになり、林以文が1947年（昭和22年）12月に新宿地球座を開館している。翌1948年（昭和23年）5月に林が設立した惠通企業（現在のヒューマックス）が、1953年（昭和28年）1月2日、新宿区歌舞伎町879番地（現在の歌舞伎町1丁目20番1号）に新たに建設され、開館したのが、戦後の「新宿劇場」（第二次）である。当初は、演劇等の上演も行われ、古川ロッパらも出演した。林以文は、地球座に着手した年の4月に、新宿ムーランルージュの再建を手がけてたが、1951年（昭和26年）5月には閉館している。その2年後に新たに建てたこの新宿劇場の屋根には、開業当初はなかったが、翌年には、新宿ムーランルージュの名物であったものを模した風車が取りつけられた。やがて、洋画ロードショー館として定着した。
新宿歴史博物館が公開している写真『歌舞伎町（コマ劇場、新宿劇場前）』に写る同館では、『恋人たち』（監督ルイ・マル、1959年4月24日日本公開）、『狂った本能』（監督エドモン・T・グレヴィル、1959年6月10日日本公開）が上映され、右の写真では、『墓にツバをかけろ』（監督ミシェル・ガスト、1960年1月29日日本公開）、『学生たちの道』（監督ミシェル・ボワロン、1959年12月1日日本公開）が上映されている。これら4本はいずれも配給は映配（代表塩次秀雄）であり、独立系のヨーロッパ映画配給会社の作品が多く上映された。
また1960年代には、70mm映画の設備も導入して、「偉大な生涯の物語」等の大作も上映していた。
1970年（昭和45年）閉館。1971年（昭和46年）10月、跡地に新宿ジョイパックビルが建った。のちにヒューマックスパビリオン新宿歌舞伎町と名称を変更した。

先行して開業し同館に隣接していた新宿地球座、その後継館であった新宿ジョイシネマ（歌舞伎町1丁目21番7号）は、1984年（昭和59年）以降に最大5スクリーンを誇ったが、最終的に3スクリーンとなり、2009年（平成21年）5月31日に全スクリーン閉館、歌舞伎町地区にヒューマックスが経営する映画館はすべて消滅した。

## フィルモグラフィ
日本映画データベースに掲載された作品のうち、同館が全国公開の一番手として位置し、公開館として特筆して記録されている全作品の一覧である。「全国公開の一番手」以外の位置づけでの上映作品は、膨大であるため省略した。公開日の右側には、東京国立近代美術館フィルムセンター（NFC）、マツダ映画社所蔵等の上映用プリントの現存状況についても記す。

### マキノプロダクション御室撮影所
特筆以外すべて製作は「マキノプロダクション御室撮影所」、配給は「マキノキネマ」であり、すべてサイレント映画、1929年末 - 1931年の間に「新宿劇場」で公開された作品である。
- 『続影法師 狂燥篇』 : 監督二川文太郎、主演沢村国太郎・マキノ智子、1929年12月31日公開[12] - 『続影法師』題・5分尺の断片が現存（マツダ映画社所蔵[33]）
- 『四谷六法 白柄組』 : 監督中島宝三、主演谷崎十郎、1929年12月31日公開[13]
- 『天保水滸伝』 : 監督押本七之輔、主演谷崎十郎、1930年1月5日公開
- 『職工慰安会』 : 監督神田金太郎（芝蘇呂門）、主演中根龍太郎・都賀静子、1930年1月5日公開
- 『特急本塁打』 : 監督三上良二、主演根岸東一郎、1930年1月10日公開
- 『松竹梅女三勇士』 : 監督中島宝三、主演マキノ智子、1930年1月10日公開
- 『夫婦』 : 監督人見吉之助、主演秋田伸一・岡島艶子、1930年1月15日公開
- 『花暦三人吉三』 : 監督吉野二郎、主演沢村国太郎、1930年1月15日公開
- 『風雲児』 : 監督金森万象、主演南光明、1930年1月24日公開
- 『相馬の金さん』 : 監督阪田重則、主演谷崎十郎、1930年1月31日公開
- 『母校の名誉』 : 監督川浪良太、主演東郷久義、1930年1月31日公開
- 『俺は天才』 : 監督滝沢英輔、主演杉狂児、1930年2月7日公開
- 『情恨』 : 監督並木鏡太郎、主演南光明、1930年2月7日公開
- 『運命線上に躍る人々』 : 監督マキノ正博・久保為義、主演横沢四郎、1930年2月14日公開
- 『慶安太平記』 : 監督押本七之輔、主演南光明、1930年2月14日公開
- 『オイコラ行進曲 湯煙り長屋合戦の巻』 : 監督松田定次、主演根岸東一郎・マキノ智子、1930年2月21日公開
- 『総動員』 : 監督川浪良太、主演大貫憲二、1930年2月21日公開
- 『人斬伊太郎』 : 監督並木鏡太郎、主演谷崎十郎、1930年2月28日公開 - 『人斬り伊太郎』題・10分尺で現存（マツダ映画社所蔵[33]）
- 『祇園小唄絵日傘 第一話 舞の袖』 : 監督金森万象、主演秋田伸一、1930年2月28日公開 - 『絵日傘 第一話 舞ひの袖』題・53分尺で現存（NFC所蔵[34]）
- 『祇園小唄絵日傘 第二話 狸大尽』 : 監督金森万象、主演沢村国太郎、1930年2月28日公開 - 『祇園小唄繪日傘 第二話 狸大尽』題・8分尺で現存（NFC所蔵[32]）
- 『変幻女六部』 : 監督吉野二郎、主演松浦築枝、1930年3月7日公開
- 『草に祈る』 : 監督三上良二、主演津村博、1930年3月7日公開
- 『祇園小唄絵日傘 第三話 草枕』 : 監督金森万象、主演津村博・マキノ智子、1930年3月14日公開
- 『日本巌窟王 前篇』 : 監督中島宝三、主演河津清三郎、1930年3月14日公開
- 『父』 : 監督稲葉蛟児、主演マキノ智子・荒木忍、1930年3月21日公開
- 『二刀流遍路 前篇』 : 監督勝見正義、主演谷崎十郎・大林梅子、1930年3月21日公開
- 『二刀流遍路 後篇』 : 監督勝見正義、主演谷崎十郎・大林梅子、1930年3月28日公開
- 『偽婚真婚』 : 監督久保為二（久保為義）・マキノ正博、主演秋田伸一、1930年3月28日公開
- 『日本巌窟王 後篇』 : 監督中島宝三、主演河津清三郎、1930年4月4日公開
- 『白銀の丘』 : 監督川浪良太、主演横沢四郎、1930年4月4日公開
- 『学生三代記 天保時代』 : 監督阪田重則・松田定次・三上良二、主演根岸東一郎、1930年4月10日公開
- 『学生三代記 明治時代』 : 監督マキノ正博・阪田重則・並木鏡太郎・久保為義、主演南光明、1930年4月10日公開
- 『学生三代記 昭和時代』 : 監督マキノ正博・川浪良太・滝沢英輔、主演大貫憲二、1930年4月10日公開 - 16分尺で現存（NFC所蔵[32]）
- 『吹雪の一夜』 : 監督稲葉蛟児、主演秋田伸一、1930年4月10日公開
- 『かまいたち』 : 監督押本七之輔、主演沢村国太郎・マキノ智子、1930年4月18日公開
- 『恋愛病者』 : 監督人見吉之助、主演秋田伸一・岡島艶子、1930年4月25日公開
- 『次郎長旅日記 第一篇』 : 監督吉野二郎、主演南光明・松浦築枝、1930年4月25日公開
- 『本朝野士縁起 第一篇』 : 監督中島宝三、主演小金井勝、1930年5月1日公開
- 『常陸丸』 : 監督阪田重則、主演東郷久義、1930年5月1日公開
- 『悪に咲く華』 : 監督川浪良太、主演砂田駒子・孫孝雄、1930年5月8日公開
- 『呑福大恋愛』 : 監督二川文太郎、主演中根龍太郎・桜木梅子、1930年5月8日公開
- 『湖畔の家』 : 監督金森万象、主演荒木忍・都賀静子、1930年5月16日公開
- 『永遠の母』 : 監督久保為義、主演松浦築枝・飯田英二、1930年5月16日公開
- 『光を求めて』 : 監督勝見正義、主演沢村国太郎、1930年5月16日公開
- 『かげろう噺』 : 監督並木鏡太郎、主演河津清三郎・大林梅子、1930年5月23日公開
- 『砲声轟く』 : 監督三上良二、主演速見稔、1930年5月23日公開
- 『敗者の恨は長し』 : 監督稲葉蛟児、主演松浦築枝・秋田伸一、1930年5月30日公開
- 『女性の輝き』 : 監督衣笠貞之助、主演市川猿之助・マキノ富栄、1930年5月30日公開
- 『吉原百人斬』 : 監督中島宝三、主演小金井勝・松浦築枝、1930年6月6日公開
- 『百パーセント結婚』 : 監督人見吉之助、主演秋田伸一・泉清子、1930年6月6日公開
- 『煉獄二道』 : 監督吉野二郎、主演市川米十郎、1930年6月13日公開
- 『笑へぬ凱歌』 : 監督滝沢英輔、主演大貫憲二、1930年6月13日公開
- 『藤馬は強い』 : 監督勝見正義、主演谷崎十郎、1930年6月20日公開
- 『南極に立つ女』 : 監督滝沢英輔、主演砂田駒子・津村博、1930年6月20日公開
- 『熊本城非常警砲』 : 監督中島宝三、主演南光明、1930年7月1日公開
- 『メリケンジャプ』 : 監督・主演勝見庸太郎、製作勝見庸太郎プロダクション、1930年7月1日公開
- 『少年戦線』 : 監督三上良二、主演水谷正一、1930年7月6日公開 - 『改訂 少年戰線』題・62分尺で現存（NFC所蔵[32]）
- 『近世毒婦伝 明治五人女』 : 監督吉野二郎、主演浦路輝子・桂武男、1930年7月6日公開
- 『嬰児殺し』 : 監督マキノ正博・久保為義、主演マキノ智子・荒木忍、1930年7月13日公開
- 『腹の立つ忠臣蔵』 : 監督久保為義・マキノ正博、主演中根龍太郎、1930年7月13日公開
- 『海辺のローマンス』 : 監督・主演勝見庸太郎、製作勝見庸太郎プロダクション、1930年7月20日公開
- 『盲目の弟』 : 監督二川文太郎、主演南光明、1930年8月1日公開
- 『ぶらいかん長兵衛』 : 監督並木鏡太郎、主演谷崎十郎・都賀静子、1930年8月1日公開
- 『怪談累ヶ淵』 : 監督二川文太郎、主演沢村国太郎、1930年8月15日公開
- 『琵琶湖シャンソン』 : 監督・主演根岸東一郎、共演砂田駒子、1930年8月15日公開
- 『スヰートピー』 : 監督人見吉之助、主演秋田伸一・泉清子、1930年8月22日公開
- 『祐天吉松』 : 監督吉野二郎、主演小金井勝、1930年8月22日公開
- 『スタヂオ殺人事件』 : 監督水上譲太郎、主演中根龍太郎、1930年8月29日公開
- 『恋寝刃 伊勢音頭』 : 監督勝見正義、主演沢村国太郎、1930年8月29日公開
- 『お化同心』 : 監督滝沢英輔、主演沢田敬之助・市川米十郎、1930年9月5日公開
- 『アイスクリーム』 : 監督中島宝三、主演秋田伸一、1930年9月5日公開
- 『シボレー恋をのせて』 : 監督人見吉之助、主演中根龍太郎・砂田駒子、1930年9月12日公開
- 『野狐三次』 : 監督吉野二郎、主演沢村国太郎・桜木梅子、1930年9月12日公開
- 『浮世絵双紙』 : 監督中島宝三、主演沢田敬之助・三保松子、1930年9月20日公開
- 『紅燈一代女』 : 監督久保為義・根岸東一郎・マキノ正博、主演マキノ智子、1930年9月20日公開
- 『膝栗下木曽街道』 : 監督金森万象、主演中根龍太郎、1930年9月26日公開
- 『進軍喇叭』 : 監督阪田重則、主演荒木忍・三保松子、1930年9月26日公開
- 『須磨の仇浪』 : 監督三上良二、主演東郷久義・三保松子、1930年10月3日公開
- 『浜松屋 弁天小僧』 : 監督吉野二郎、主演沢村国太郎、1930年10月3日公開
- 『侠艶三人女 お葉の巻 お良の巻 幾松の巻』 : 監督中島宝三・根岸東一郎・金森万象・マキノ正博、主演松浦築枝、1930年10月17日公開
- 『街の洒落男』 : 監督稲葉蛟児、主演津村博・砂田駒子、1930年10月31日公開
- 『伽羅先代萩』 : 監督吉野二郎、主演南光明・松浦築枝、1930年10月31日公開
- 『鬼薊就縛』 : 監督根岸東一郎、主演沢村国太郎・桜木梅子、1930年11月7日公開 - 84分尺で現存（NFC所蔵[32]）
- 『感情を遊ぶ女』 : 監督人見吉之助、主演砂田駒子・児島武彦、1930年11月7日公開
- 『信州侠客伝』（『兇状旅信州路』[32]） : 監督中島宝三、主演市川米十郎、1930年11月14日公開 - 『兇状旅信州路』題・70分尺で現存（NFC所蔵[32]）
- 『潜行戦線』 : 監督滝沢英輔、主演秋田伸一、1930年11月14日公開
- 『中山七里』 : 監督並木鏡太郎、主演沢村国太郎・松浦築枝、1930年11月21日公開 - 55分尺で現存（マツダ映画社所蔵[33]）
- 『嵐山小唄 しぐれ茶屋』 : 監督金森万象、主演秋田伸一、1930年11月21日公開
- 『やきもち合戦』 : 監督三上良二、主演中根龍太郎・浦路輝子、1930年12月5日公開
- 『破恋痴外道』 : 監督二川文太郎、主演小金井勝・大林梅子、1930年12月5日公開
- 『こんな奴を警戒しろ』 : 監督稲葉蛟児、主演横沢四郎、1930年12月12日公開
- 『続お洒落狂女』 : 監督吉野二郎、主演マキノ智子・南光明、1930年12月19日公開
- 『快男子』 : 監督柏木一雄、主演東郷久義、1930年12月19日公開

- 『里見八剣伝』 : 監督吉野二郎、主演沢村国太郎、1931年1月5日公開
- 『呑気放亭』 : 監督根岸東一郎、主演中根龍太郎、1931年1月10日公開
- 『真田十勇士』 : 監督金森万象・稲葉蛟児・滝沢英輔・三上良二・久保為義、主演南光明、1931年1月15日公開
- 『幕末風雲記 堀新兵衛の巻 新門辰五郎の巻 清水次郎長の巻』 : 監督マキノ正博・稲葉蛟児・久保為義、主演市川米十郎、1931年1月30日公開
- 『落第坊主』 : 監督水上譲太郎、主演中根龍太郎、1931年1月30日公開
- 『大学の鉄腕児』 : 監督柏木一夫（柏木一雄）、主演東郷久義、1931年2月6日公開
- 『マキノ大行進』 : 製作マキノ正博、原案阪間好之助、1931年2月6日公開
- 『処女爪占師』 : 監督吉野二郎、主演松浦築枝、1931年2月13日公開
- 『まだら蜘蛛』 : 監督勝見正義、主演谷崎十郎・マキノ智子、1931年2月20日公開
- 『赤鞘安兵衛』 : 監督滝沢英輔、主演小金井勝、1931年2月27日公開
- 『血ろくろ伝記　前篇』 : 監督金森万象、主演荒木忍、1931年3月6日公開 - 『血ろくろ傳奇』題・65分尺で現存（NFC所蔵[32]） / 54分尺で現存（マツダ映画社所蔵[33]）
- 『当世五人男 黒田健次血戦篇』 : 監督根岸東一郎、主演東郷久義、1931年3月6日公開
- 『紅蝙蝠』 : 監督勝見正義、主演沢村国太郎、1931年3月13日公開
- 『浪人太平記』 : 監督マキノ正博、主演南光明、1931年3月19日公開
- 『泥だらけの天使』 : 監督マキノ正博、主演孫孝雄、1931年3月19日公開
- 『塩原多助』 : 監督吉野二郎、主演桂武男、1931年3月27日公開
- 『片手無念流 前篇』 : 監督根岸東一郎、主演小金井勝、1931年4月3日公開
- 『三日月次郎吉』 : 監督吉野二郎、主演谷崎十郎、1931年4月17日公開
- 『京小唄柳さくら』 : 監督金森万象、主演室町栄二郎、1931年4月24日公開

### マキノ以降
特筆以外はすべてサイレント映画である。
- 『愛すべく』 : 監督鈴木重吉、主演英百合子・津村博、製作・配給製作・配給帝国キネマ演芸、1931年6月26日公開[19]
- 『緑の騎手』 : 監督中村能二、主演月田一郎・鈴木伝明、製作・配給不二映画社、1932年7月14日公開 - 同時封切日本館[20] - 45分尺で現存（マツダ映画社所蔵[33]）

- 『鉄の爪』 : 監督後藤岱山、主演椿三四郎、製作・配給エトナ映画社、トーキー、1935年1月31日公開 - 『鐡の爪 花嫁掠奪篇 完結篇』題・45分尺で現存（NFC所蔵[32]）
- 『黄金菩薩剣』 : 監督稲葉蛟児、主演綾小路絃三郎、製作・配給エトナ映画社、1935年2月14日公開

- 『忠臣蔵』 : 監督白井戦太郎、主演阿部九州男、製作・配給大都映画、解説版、1937年3月16日公開 - 同時封切浅草大都劇場
- 『日本一の殿様』 : 監督萩原遼、主演小笠原章二郎、製作東宝映画京都撮影所、配給東宝映画、トーキー、1937年12月8日公開

- 『呪ひの銀猫』 : 監督山田兼則、主演天津竜太郎、製作・配給全勝キネマ、解説版、1939年3月30日公開
- 『蝙蝠安』 : 監督金田繁、主演松本栄三郎、製作・配給全勝キネマ、解説版、1939年4月13日公開
- 『魔剣の渦巻』 : 監督橋本松男、主演大河内龍、製作・配給全勝キネマ、解説版、1939年4月20日公開
- 『棟木の由来 三十三間堂』 : 監督佐藤樹一郎、主演松本栄三郎、製作・配給全勝キネマ、解説版、1939年4月21日公開